# Magno Cruz
Magno Damasceno Santos da Cruz hay đơn giản Magno Cruz (sinh ngày 20 tháng 5 năm 1988) là một cầu thủ bóng đá Brasil thi đấu cho Jeju United.